# Kirchdorf, Bern
För andra betydelser, se Kirchdorf.
Kirchdorf är en ort och kommun i distriktet Bern-Mittelland i kantonen Bern, Schweiz. Kommunen har 1 855 invånare (2023).
Den nuvarande kommunen bildades 1 januari 2018 genom en sammanslagning av kommunerna Gelterfingen, Kirchdorf, Mühledorf och Noflen.
Orten Kirchdorf är centralort i kommunen. Den gamla kommunen Kirchdorf hade 956 invånare (31 dec 2015).